# وولکا پیاسچنا (استان پودلاسکی)
وولکا پیاسچنا (استان پودلاسکی) (به لاتین: Wólka Piaseczna) یک روستا در لهستان است که در گمینا گونگانز واقع شده‌است.